# Svarttjärnen (Nyhems socken, Jämtland, 698346-148596)
Svarttjärnen är en sjö i Bräcke kommun i Jämtland och ingår i Ljungans huvudavrinningsområde.